# Hà Phạm Phú
Hà Phạm Phú tên đầy đủ là Hà Khoát Hải (1943 – ) là nhà thơ, nhà văn, nhà sản xuất phim, dịch giả, cựu phóng viên người Việt Nam. Trong thời gian giữ chức Giám đốc Hãng phim Hội Nhà văn Việt Nam, ông đã chỉ đạo sản xuất một số bộ phim điện ảnh đạt giải thưởng như Hà Nội – Hà Nội, Nguyễn Ái Quốc ở Hồng Kông,...

## Tiểu sử
Hà Phạm Phú sinh ngày 15 tháng 9 năm 1943 với tên khai sinh là Hà Khoát Hải, ông là con cả trong một gia đình nông dân nghèo ở vùng núi thuộc làng Đan Hòa, huyện Hạ Hòa, Phú Thọ. Trong gian đoạn kháng chiến chống Pháp, gia đình phải sơ tán vào rừng vào rừng nên ông không có điều kiện học tập đầy đủ. Hòa bình lập lại cũng là năm ông học cuối cấp I, trường của ông – Trường Tiểu học Đan Hà – được rời khỏi rừng, lúc này Hà Phạm Phú mới có điều kiện tiếp xúc với văn học nhờ những cuốn sách từ một người hàng xóm và thầy hiệu trưởng. Mẹ của Hà Phạm Phú là người đi nhiều, có vốn sống phong phú, những câu chuyện của bà phần nào giúp  ông có khả năng tưởng tượng giúp ích cho việc viết văn sau này. Từ năm lớp 5, ông bắt đầu học xa nhà; năm học lớp 7, ông có dự định chỉ học Trung cấp hóa học nhưng được bố mẹ động viên học cao hơn nữa.

## Sự nghiệp

### Thời gian trong quân đội
Tháng 6 năm 1961, học hết lớp 9, Hà Phạm Phú đăng ký nhập ngũ, ông được học lái máy bay vận tải quân sự tại trường Hàng không Việt Nam, sân bay Cát Bi, Hải Phòng. Không lâu sau, kế hoạch đào tạo thay đổi, ông được đưa về truờng Văn hóa quân đội ở Lạng Sơn theo học hết cấp 3 và học tiếng Nga, chuẩn bị được cử sang Liên Xô học tiếp. Trong thời giam chờ du học, Hà Phạm Phú được điều về làm lính tại Sư đoàn 308.
Năm 1964, ông bắt đầu học chuyên khoa kỹ thuật quân sự tại Kiev, được vài tháng, ông nhận được lệnh về nước học nghị quyết 9 "Chống chủ nghĩa xét lại". Đầu năm 1965, ông được cử sang Trung Quốc học Kỹ thuật thiết kế pháo.
Năm 1969, Hà Phạm Phú về nước làm giảng viên trường Đại học Kỹ thuật quân sự thuộc Bộ Quốc phòng trong 9 năm.

### Sự nghiệp văn chương
Trong thời gian nghĩa vụ tại sư đoàn 308, Hà Phạm Phú bắt đầu sáng tác thơ, tác phẩm đầu tiên "Bản tình ca rừng xanh" được đăng ở báo Thủ đô Hà Nội với bút danh Hà Văn Phú do mẹ nuôi ông đặt cho từ khi nhập ngũ. Bài thơ thứ hai của ông là "Viên gạch của Bác Hồ" được lên báo Nhân Dân năm 1972. Một năm sau nữa, bài thơ "Đôi dép Bác Hồ" được in trên báo Văn nghệ của Hội Nhà văn.
Năm 1978, ông được chuyển về làm phóng viên Báo Quân đội nhân dân. Trong thời gian này, hầu như tuần nào ông thường xuyên có bài viết được đăng báo.
Năm 1980, ông được cử sang Liên Xô viết bài về chuyến bay lên không gian của Phạm Tuân và Viktor V. Gorbatko. Đầu năm 1981, Hà Phạm Phú được cử lên Tây Bắc viết bài về không khí đón năm mới của một đơn vị bất kỳ, tại đây ông đã sáng tác hai truyện ngắn "Lữ Quán" và "Phía trước". Trong cuộc thi viết truyện ngắn của Tạo chí Văn nghệ Quân đội, truyện ngắn "Phía trước" đã giành được giải nhì. Năm 1983, truyện ngắn "Những sợi chỉ vàng" của ông được được Tạp chí Văn nghệ Quân đội bình chọn vào danh sách Những truyện ngăn hay năm 1983.
Năm 1989, ông chuyển ngạch từ Quân đội sang Bộ Văn hóa. Dù đã có quá trình làm báo và sáng tác thơ–văn, nhưng đến năm 1990, từ Vụ Hợp tác quốc tế của Bộ Văn hóa, ông được bố trí làm Chánh Văn phòng Hội Nhà văn Việt Nam, lúc này ông mới làm thành viên của Hội. Từ lúc này, Hà Phạm Phú bắt đầu sáng tác nhiều hơn và tham gia dịch các tác phẩm văn học của Trung Quốc. Nhiều nhân vật trong các tác phẩm của ông có gốc gác từ ngôi làng giả tưởng Hà Đan – viết ngược của làng Đan Hà, quê ông – các câu chuyện được đưa vào tập truyện ngắn Chuyện người làng Hạ Đan do Nhà xuất bản Hội Nhà văn phát hành.

### Điện ảnh
Năm 1995, Hà Phạm Phú giữ chức Giám đốc của Hãng phim Hội Nhà văn, ông nghỉ hưu năm 2008.
Trong thời gian làm Giám đốc Hãng phim Hội Nhà văn, Hà Phạm Phú đã điều hành sản xuất nhiều bộ phim, trong số đó có một số tác phẩm đạt giải thưởng cao như. Bộ phim Hà Nội, Hà Nội do ông viết kịch bản và sản xuất đã giành được hai giải thưởng điện ảnh cao nhất của Việt Nam là Cánh diều Vàng và Bông sen Vàng vào năm 2007.
Hà Phạm Phú đã có 16 tập thơ, hàng nghìn bài báo và 4 tác phẩm dịch từ văn học Trung Quốc. Ông cũng từng tặng thư viện xã và trường tiểu học của quê nhà những ấn bản của mình.

## Đời tư
Hà Phạm Phú có 3 người con trai, vợ ông từng xuất khẩu lao động sang Tiệp Khắc và sinh sống tại đây suốt 20 năm qua.

## Tác phẩm

### Văn học
- Phía trước (truyện ngắn)
- Lữ quán (tiểu thuyết – 1981)
- Em phải sống (tiểu thuyết)
- Hát về nguồn (tập thơ – 1981)[10]
- Hương nắng tiếng chim (tập thơ – 1982)[10]
- Cỏ yêu (tập thơ – 1999)[10]
- Trăng khuyết (tập thơ – 2004)[10]
- Nghe mưa (tập thơ – 2020)[10]
- Sĩ quan trung đoàn (tập truyện)[1]
- Dốc yên ngựa (tập truyện)[1]
- Bông hồng đen (tập truyện)[1]
- Chiếc chìa khóa (tập truyện)[1]
- Những sợi chỉ vàng (truyện ngắn)
- Vòng đời (tập ký)[1]
- Truyện ngắn Trung Quốc hiện đại (biên dịch)[1]
- Chuyện người vợ góa (biên dịch)[1]
- Đóng vai người tình (biên dịch)[1]
- Mất mặt[11]
- Chuyện người làng Hạ Đan (Tập truyện – 2001) Nhà xuất bản Hội Nhà văn

### Điện ảnh
| Năm  | Tựa đề                     | Nhà sản xuất         | Vai trò khác                 | Dạng phim            | Chú thích |
| ---- | -------------------------- | -------------------- | ---------------------------- | -------------------- | --------- |
| 1992 | Cạm bẫy tình               |                      |                              | Phim video           |           |
| 1996 | Ông cố vấn                 |                      | Diễn viên (Trưởng trại giam) | Phim dài tập         |           |
|      | Mùa phượng tím             |                      |                              |                      | [ 1 ]     |
|      | Khởi nghĩa Yên Bái         |                      |                              | Phim tài liệu        | [ 12 ]    |
| 2001 | Người dưng                 |                      | Biên kịch                    | Điện ảnh truyền hình |           |
| 2003 | Vũ khúc con cò             | cùng với Fiona Reily |                              | Điện ảnh             |           |
| 2003 | Mật mã 1789                |                      |                              | Phim video           |           |
| 2003 | Nguyễn Ái Quốc ở Hồng Kông | Có                   |                              | Điện ảnh             |           |
| 2006 | Hà Nội, Hà Nội             | Có                   |                              | Điện ảnh             |           |
| 2010 | Vượt qua bến Thượng Hải    |                      | Biên kịch                    | Điện ảnh             |           |

## Vinh danh
Ngày 12 tháng 10 năm 2020, Hội Liên hiệp Văn học nghệ thuật Phú Thọ phối hợp với Hội Nhà văn Việt Nam tổ chức Hội thảo khoa học với chủ đề "Hội thảo tác phẩm văn học nhà văn Hà Phạm Phú và Nguyễn Đình Phúc".

### Tác phẩm văn học đạt giải thưởng
| Năm       | Tổ chức giải                      | Đề cử                         | Kết quả                        | Chú thích    |
| --------- | --------------------------------- | ----------------------------- | ------------------------------ | ------------ |
| 1981      | Tạp chí Văn nghệ quân đội         | Phía trước                    | Giải nhì                       | [ 1 ] [ 13 ] |
| 1983      | Tạp chí Văn nghệ quân đội         | Những sợi chỉ vàng            | Những truyện ngăn hay năm 1983 | [ 1 ] [ 13 ] |
| 1985-1986 | Hội Nhà văn Thành phố Hồ Chí Minh | Chuyện chép trên đài quan sát | Giải nhì                       | [ 1 ] [ 13 ] |
| 1995      | Tạp chí Tác phẩm mới              | Ông Khóa Mạn                  | Giải ba                        | [ 1 ] [ 13 ] |
| 1998      | Tạp chí Tác phẩm mới              | Biển cả                       |                                | [ 1 ] [ 13 ] |
| 2000      | Báo Tiền Phong                    | Con cáo cuối cùng             |                                | [ 1 ] [ 13 ] |

### Tác phẩm điện ảnh đạt giải thưởng
| Năm  | Giải thưởng                                | Bộ phim                    | Vai trò       | Kết quả         | Chú thích |
| ---- | ------------------------------------------ | -------------------------- | ------------- | --------------- | --------- |
| 2003 | Liên hoan Truyền hình toàn quốc lần thứ 21 | Người dưng                 | Phim ngắn tập | Huy chương Vàng | [ 14 ]    |
| 2004 | Liên hoan phim Việt Nam lần thứ 14         | Nguyễn Ái Quốc ở Hồng Kông | Nhà sản xuất  | Giải Đặc biệt   |           |
| 2004 | Giải Cánh diều 2003                        | Nguyễn Ái Quốc ở Hồng Kông | Nhà sản xuất  | Giải Đặc biệt   |           |
| 2007 | Giải Cánh diều 2007                        | Hà Nội, Hà Nội             | Nhà sản xuất  | Cánh diều Vàng  |           |
| 2007 | Liên hoan phim Việt Nam lần thứ 15         | Vượt qua bến Thượng Hải    | Biên kịch     | Bông sen Vàng   |           |